# روبن ويتلوفر
روبن ويتلوفر دبلوماسية كندية، رأست منصب ممثل الممثلية الكندية لدى السلطة الفلسطينية منذ 23 أبريل 2020 وحتى 2022. وتعمل سفيرة لبلادها لدى الجزائر.

## حياتها
حصلت على درجة البكالوريوس في العلاقات الدولية من جامعة كولومبيا البريطانية عام 1998، ودرجة الماجستير في العلوم السياسية من جامعة يورك عام 2000.